# Birthe Andersen
Birthe Andersen er en tidligere dansk atlet. Hun var medlem af Åbyhøj IF.

## Danske mesterskaber
- Guld 1963 Højdespring 1,58
- Sølv 1958 Længde 5,23
- Bronze 1958 Højdespring 1,48
- Bronze 1957 Højdespring 1,50